# Àlex Palou Montalbo
Àlex Palou Montalbo   (Sant Antoni de Vilamajor, 1 d'abril de 1997) és un pilot d'automobilisme català que competeix actualment en la IndyCar Series amb l'equip Chip Ganassi. El 27 de setembre de 2021 es va proclamar campió de l'IndyCar Series, primer pilot català i de la península ibèrica en aconseguir el més prestigiós títol de conductors de monoplaces dels EUA.

## Trajectòria

### Karting
Va ser criat a una a una família sense tradició automobilística, però des de molt petit va mostrar una gran curiositat per qualsevol artefacte amb 4 rodes. Amb 6 anys va aconseguir el primer títol, el del campionat social del kàrting on es va iniciar. Un any més tard, va debutar al campionat d'Espanya i va aconseguir finalitzar en tercera posició. Amb 8 anys, es va proclamar campió d'Espanya aleví de kàrting 2005. Aquesta mateixa temporada, també va conquistar la Copa de Campions de karting en categoria cadet.
Va començar una trajectòria que el va portar a guanyar quatre campionats d'Espanya, un campionat WSK Euroseries i un subcampionat d'Europa, entre altres èxits. El 2013, va rebre una de les beques del Banc de Santander per a Joves Promeses de l'Automobilisme, si escau al pilot amb més projecció del kàrting espanyol i català. Això li va permetre realitzar un test a Fiorano (Itàlia), seu de la Ferrari Drivers Academy, on va poder pilotar un monoplaça de la mítica escuderia italiana.

### Eurofórmula Open
Palou va fer el seu debut a monoplaçes competint a la Eurofórmula Open amb Campos Racing en 2014, amb una victòria al circuit de Nürburgring. També va guanyar a Hungaroring i en el Circuit de Barcelona-Catalunya. Va acabar tercer en la classificació de pilots i es va quedar a tan sols un punt del subcampionat, que va ser per a Artur Janosz. També va disputar aquest any el Gran Premi de Macau on va ser setzè i 3 curses de la Fórmula 4 britànica on no va destacar.

### GP3 Series
En 2015, Palou va pujar a la GP3 Series també amb Campos Racing. Va patir molts problemes mecànics que, sumats a errors de conducció fruit de la seva inexperiència, van fer de 2015 un any d'aprenentatge constant. Els seus resultats van millorar a mesura que va progressar el calendari i va acomiadar la temporada amb una victòria a Abu Dhabi.
La temporada següent va seguir en GP3 amb Campos, no va aconseguir grans resultats i de la mateixa manera que en la seva primera temporada va aparèixer en comptades ocasions en les posicions capdavanteres durant les carreres. El seu resultat més destacable va ser una segona posició en la segona cursa del Circuit de Silverstone.

### Tornada a la Fórmula 3 i debut en Fórmula 2

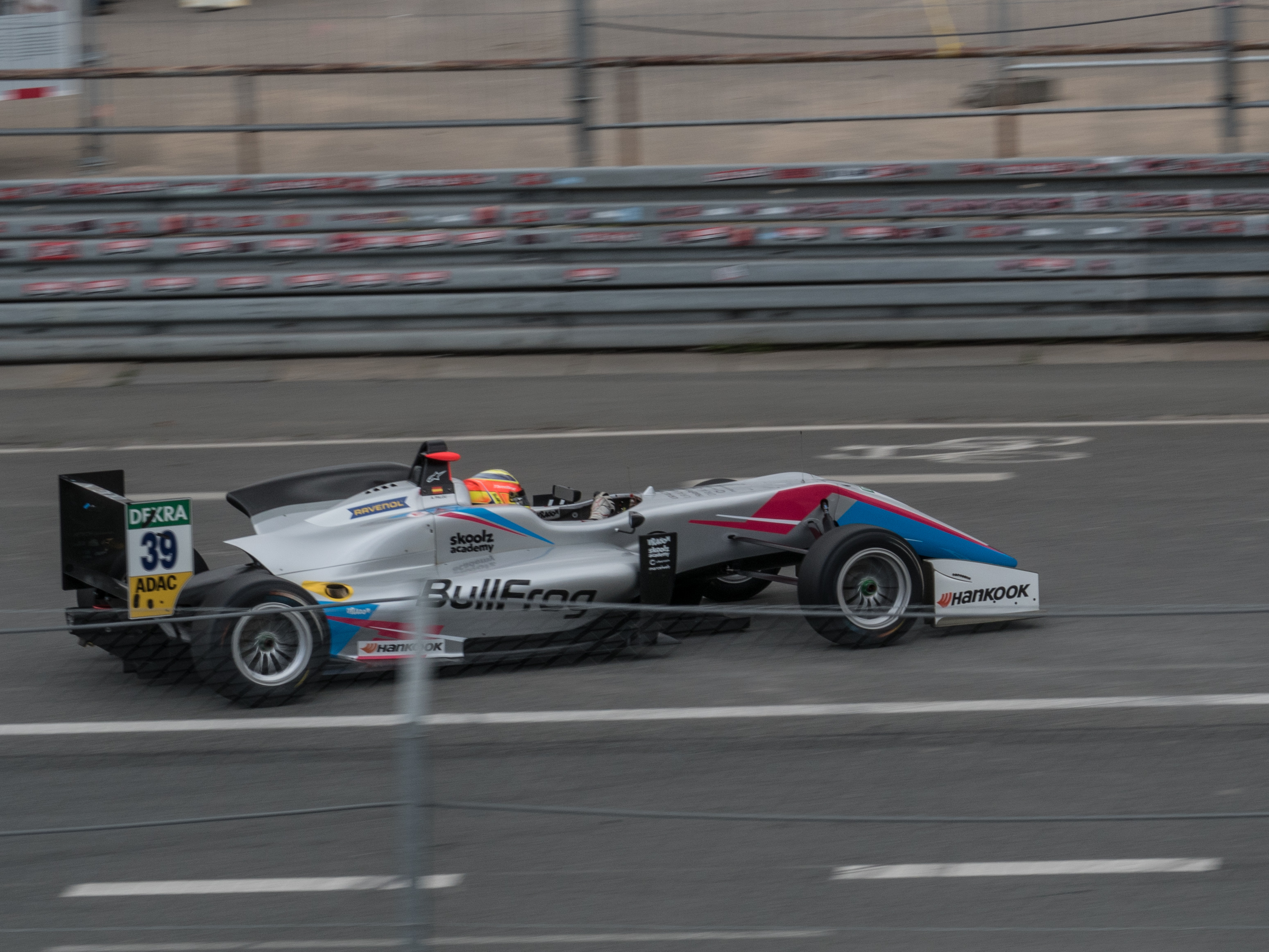
Palou disputant la Fórmula 3, en 2018.

Sense pressupost per a continuar a la GP3, l’any 2017 Palou se n’aniria al Japó per intentar guanyar el campionat nacional. Acabaria tercer aconseguint completar una magnífica temporada on va aconseguir 3 victòries i 10 podis. Mitsunori Takaboshi i Sho Tsuboi van dominar la temporada, guanyant totes les carreres restants excepte una.
Aquest any també va competir en el Gran Premi de Macau 2017 i en quatre curses del FIA Fórmula 2 amb llicència japonesa. A Macau va córrer amb un monoplaça de Threebond Racing molt lent, amb personal japonès que va acceptar amb vistes als seus plans de 2018 amb el qual aconseguiria acabar onzè al Gran Premi. En F2 puntuaria en les dues carreres disputades a Jerez, arribant a liderar en la segona cursa, però la falta d'experiència amb aquests neumàtics li va passar factura.
També va participar en les últimes carreres de la World Series Fórmula V8 3.5 gràcies a quedar lliure un seient a l'escuderia Teo Martín Motorsport. A causa del baix nivell del campionat, va aconseguir dues poles, una victòria i tres podis en les sis carreres que va disputar.
En 2018 aconseguiria un seient a Hitech Bullfrog GP al Campionat Europeu de F3, on en una temporada molt irregular per a ell, aconseguiria treure 7 podis per acabar setè en el campionat, dues posicions per davant del seu company d'equip Enaam Ahmed. Va poder participar finalment al Gran Premi de Macau, però en la carrera es va estavellar al revolt Lisboa en la primera volta.

### Competicions Japoneses
Per 2019 fitxa per Honda per disputar la Superfórmula amb el Nakajima Racing. En seu debut, Palou va llargar en segon, més en la cursa va abandonar degut a problems mecànics. En Fuji, la quarta cursa, Àlex aconsegueix un cap de setmana excel·lent, fent pole position i en la cursa, obté la primera i única victòria de la categoria, amb a dret a volta ràpida. al final de la temporada, Palou obté un tercer lloc.
En el mesm any en Japó, va disputar el Super GT, amb l'equip McLaren, on va obter un segon lloc a Õita. En la temporada, va finalitzar en 15è lloc.

### IndyCar Series
En desembre de 2019, Palou fou anunciat per l'equip Dale Coyne Racing per disputar la temporada 2020 de IndyCar Series, amb això, serà el tercer pilot català a disputar la categoria. En la cursa de debut, Palou va abandonar després de un accident amb un altre novell, el pilot Rinus VeeKay. Més en la tercera cursa, en Elkhart Lake, va obter seu primer podi, finalitzant en 3r lloc. Al final de la temporada, el pilot va finalitzar en 16è lloc, amb 238 punts.
En la temporada 2021, va correr per a l'escuderia Chip Ganassi Racing, una de les equips de renom de la categoria, tenint com a company d’equip, Scott Dixon, el màxim campió de la categoria. En Barber Motorsports, primera cursa de la temporada, Palou va llargar en tercer lloc, més en la cursa, Josef Newgarden va causar un accident envolvent diversos pilots, sense afectar Àlex, que va assumir la davantera de la cursa més tard, després d’anar als boxes dels dos pilots que tenia al davant, durant la cursa, fou superat per Pato O'Ward, més degut a una altra parada del mexicà, el pilot va retomar la davantera, seguint així fins a la banderada, quan vence la seva primera cursa, convertint-se en el segon pilot català a guanyar la categoria des de 2005, quan Oriol Servià va guanyar a Montreal i la categoria va ser cridat ChampCar.

## Resum de la carrera esportiva
| Any   | Competició             | Equip                  | Curses      | Victòries   | Poles       | V/Ràpides   | Podis       | Punts       | Posició     |
| ----- | ---------------------- | ---------------------- | ----------- | ----------- | ----------- | ----------- | ----------- | ----------- | ----------- |
| 2014  | Euroformula Open       | Campos Racing          | 16          | 3           | 3           | 4           | 11          | 242         | 3r          |
| 2014  | Fórmula 3 Espanyola    | Campos Racing          | 6           | 1           | 1           | 1           | 5           | 105         | 2n          |
| 2014  | Gran Premi de Macau    | Fortec Motorsports     | 1           | 0           | 0           | 0           | 0           | N/A         | 16è         |
| 2014  | BRDC Formula 4         | Sean Walkinshaw Racing | 3           | 0           | 0           | 0           | 0           | 48          | 23è         |
| 2015  | GP3 Sèries             | Campos Racing          | 18          | 1           | 0           | 1           | 1           | 51          | 10è         |
| 2016  | GP3 Sèries             | Campos Racing          | 18          | 0           | 0           | 1           | 1           | 22          | 15è         |
| 2017  | Fórmula 3 Japonesa     | ThreeBond Racing       | 20          | 3           | 5           | 3           | 10          | 102         | 3r          |
| 2017  | Gran Premi de Macau    | ThreeBond Racing       | 1           | 0           | 0           | 0           | 0           | N/A         | 11è         |
| 2017  | WS Fórmula V8 3.5      | Teo Martín Motorsport  | 6           | 1           | 3           | 1           | 3           | 68          | 10è         |
| 2017  | FIA Fórmula 2          | Campos Racing          | 4           | 0           | 0           | 0           | 0           | 5           | 21é         |
| 2018  | FIA Fórmula 3 Europa   | Hitech Bullfrog GP     | 30          | 0           | 0           | 2           | 7           | 204         | 7è          |
| 2018  | Gran Premi de Macau    | B-Max Racing Team      | 1           | 0           | 0           | 0           | 0           | N/A         | NL          |
| 2019  | Super GT Japonès       | McLaren CR Japan       | 7           | 0           | 1           | 0           | 1           | 20          | 15è         |
| 2019  | Super Fórmula Japonesa | TCS Nakajima Racing    | 7           | 1           | 3           | 2           | 1           | 26          | 3r          |
| 2020  | IndyCar Series         | Dale Coyne Racing      | 14          | 0           | 0           | 1           | 1           | 238         | 16è         |
| 2021* | IndyCar Series         | Chip Ganassi Racing    | Campió 2021 | Campió 2021 | Campió 2021 | Campió 2021 | Campió 2021 | Campió 2021 | Campió 2021 |
| Font: |                        |                        |             |             |             |             |             |             |             |

## Resultats

### Gran Premi de Macau
| Any  | Escuderia         | Q  | QR  | Pos. |
| ---- | ----------------- | -- | --- | ---- |
| 2014 | Fortec Motorsport | 14 | Ret | 16   |
| 2017 | ThreeBond Racing  | 21 | 18  | 11   |
| 2018 | B-Max Racing Team | 13 | 12  | Ret  |

### GP3 Series
(Clau) (negreta indica pole position) (cursiva indica volta ràpida)
| Any  | Equip         | 1          | 2          | 3          | 4           | 5           | 6          | 7          | 8          | 9          | 10          | 11         | 12         | 13         | 14        | 15          | 16         | 17         | 18        | Pos. | Punts |
| ---- | ------------- | ---------- | ---------- | ---------- | ----------- | ----------- | ---------- | ---------- | ---------- | ---------- | ----------- | ---------- | ---------- | ---------- | --------- | ----------- | ---------- | ---------- | --------- | ---- | ----- |
| 2015 | Campos Racing | CAT FEA 12 | CAT SPR 20 | RBR FEA 14 | RBR SPR Ret | SIL FEA Ret | SIL SPR 13 | HUN FEA 19 | HUN SPR 18 | SPA FEA 7  | SPA SPR 5   | MNZ FEA 7  | MNZ SPR 10 | SOX FEA 4  | SOX SPR 9 | SKH FEA Ret | SKH SPR 10 | YMC FEA 8  | YMC SPR 1 | 10è  | 51    |
| 2016 | Campos Racing | CAT FEA 19 | CAT SPR 14 | RBR FEA 16 | RBR SPR 11  | SIL FEA 10  | SIL SPR 2  | HUN FEA 11 | HUN SPR 14 | HOC FEA 16 | HOC SPR 19† | SPA FEA 13 | SPA SPR 11 | MNZ FEA 11 | MNZ SPR 7 | SEP FEA 14  | SEP SPR 19 | YMC FEA 10 | YMC SPR 5 | 15è  | 22    |

### Campionat de Fórmula 2 de la FIA
(Clau) (negreta indica pole position) (cursiva indica volta ràpida)
| Any  | Equip         | 1       | 2       | 3       | 4       | 5       | 6       | 7       | 8       | 9       | 10      | 11      | 12      | 13      | 14      | 15      | 16      | 17      | 18      | 19        | 20        | 21         | 22         | Pos. | Punts |
| ---- | ------------- | ------- | ------- | ------- | ------- | ------- | ------- | ------- | ------- | ------- | ------- | ------- | ------- | ------- | ------- | ------- | ------- | ------- | ------- | --------- | --------- | ---------- | ---------- | ---- | ----- |
| 2017 | Campos Racing | BHR FEA | BHR SPR | CAT FEA | CAT SPR | MON FEA | MON SPR | BAK FEA | BAK SPR | RBR FEA | RBR SPR | SIL FEA | SIL SPR | HUN FEA | HUN SPR | SPA FEA | SPA SPR | MNZ FEA | MNZ SPR | JER FEA 8 | JER SPR 8 | YMC FEA 12 | YMC SPR 12 | 21è  | 5     |

### World Series Fórmula V8 3.5
(Clau) (negreta indica pole position) (cursiva indica volta ràpida)
| Any  | Equip                 | 1     | 2     | 3     | 4     | 5     | 6     | 7     | 8     | 9     | 10    | 11       | 12      | 13      | 14        | 15      | 16    | 17    | 18    | Pos. | Punts |
| ---- | --------------------- | ----- | ----- | ----- | ----- | ----- | ----- | ----- | ----- | ----- | ----- | -------- | ------- | ------- | --------- | ------- | ----- | ----- | ----- | ---- | ----- |
| 2017 | Teo Martín Motorsport | SIL 1 | SIL 2 | SPA 1 | SPA 2 | MNZ 1 | MNZ 2 | JER 1 | JER 2 | ARA 1 | ARA 2 | NÜR 1 11 | NÜR 2 1 | MEX 1 3 | MEX 2 Ret | EUA 1 5 | EUA 2 | BHR 1 | BHR 2 | 10è  | 68    |

### Super Fórmula Japonesa
(Clau) (negreta indica pole position) (cursiva indica volta ràpida)
| Any  | Equip           | 1       | 2     | 3      | 4     | 5     | 6     | 7      | Pos. | Punts |
| ---- | --------------- | ------- | ----- | ------ | ----- | ----- | ----- | ------ | ---- | ----- |
| 2019 | Nakajima Racing | SUZ Ret | AUT 6 | SUG 13 | FUJ 1 | MOT 4 | OKA 4 | SUZ 19 | 3r   | 26    |

### Super GT Japonès
(Clau) (negreta indica pole position) (cursiva indica volta ràpida)
| Any  | Equip            | 1   | 2   | 3   | 4   | 5   | 6   | 7   | 8   | Pos. | Punts | Ref.   |
| ---- | ---------------- | --- | --- | --- | --- | --- | --- | --- | --- | ---- | ----- | ------ |
| 2019 | McLaren CR Japan | OKA | FUJ | SUZ | CHA | FUJ | AUT | SUG | MOT | 15è  | 20    | [ 20 ] |
| 2019 | McLaren CR Japan | 19  | 14  | 13  |     | Ret | 2   | 12  | 7   | 15è  | 20    | [ 20 ] |